# Lac Waikaremoana
Le lac Waikaremoana est situé dans le parc national de Te Urewera au nord-est de l'Île du Nord de la Nouvelle-Zélande, à 60 kilomètres au nord-ouest de Wairoa et à 80 kilomètres à  l'ouest-sud-ouest de Gisborne. Il couvre une zone de 54 km2. C'est le lac le plus profond de l'île : 256 mètres. Sa surface est à 600 m au-dessus du niveau de la mer. 
Son nom est maori et signifie « mer d'eaux ondulantes ».
Le lac siège au cœur du pays "Tuhoe". Le hameau de Āniwaniwa et le parc de vacances de Waikaremoana sont situés sur les bords du lac, le long de la route 38 (New Zealand State Highway 38 (en)) allant de Waiotapu ou Wai-O-Tapu à Wairoa via Murupara, qui relie le lac à la ville centrale de l'île du Nord (Rotorua) et à Gisborne. Un bureau du Département de la Conservation se trouve à Aniwaniwa. C'est le départ de plusieurs sentiers de randonnée, notamment d'une courte promenade. Le lac Waikaremoana est une destination de vacances pour de nombreuses personnes qui profitent du lac pour pêcher, randonner ou pratiquer d'autres activités de loisir. Le sentier de randonnée du lac de Waikaremoan (Waikaremoan Great Walk) est l'un des plus renommés de Nouvelle-Zélande, avec 3 à 4 jours de marche en suivant environ la moitié du tour du lac. La balade peut être faite individuellement ou en groupe avec un guide. Il y a des huttes réparties le long du trajet, mais qui nécessitent une réservation. Le camping est autorisé à moins de 500 mètres du tracé du sentier.
Le nombre des visiteurs dans cette zone est variable en fonction de la route qui est prise pour l'atteindre. Le lac plus petit de Waikareiti se situe à 4 kilomètres au nord-est.

## Géographie et histoire naturelle de la région
Le lac de Waikaremoana, est profond de 256 m et présente une surface située à 600 m au-dessus du niveau de la mer. Un énorme barrage naturel de  250 mètres de haut a donné naissance au lac il y a 2 200 ans. Avant que le débordement soit maitrisé, vers les années 1950 la plupart de l'eau s'écoulait de déversoir, plutôt que par le point de prélèvement au bas de la pente.
D'autres caractères géographiques particuliers comprennent le pic de la  Panekiri Bluff  et la péninsule de  Puketukutuku Peninsula , qui sont le site d'un programme de conservation des kiwis. Étant entouré de montagnes couvertes de la forêt primaire, qui n'a jamais été exploitée pour la coupe, Waikaremoana est regardé[Par qui ?] comme le lac le plus attractif de l'île nord. De nombreuses espèces d'oiseaux endémiques de l'île, ayant disparu des autres parties de l'île du Nord, sont présents dans cette région. Un programme de protection est développé  pour protéger la forêt. De nombreuses espèces y grandissent dans la protection de la forêt du bassin versant : par exemple, le Crown Fern (en), le Blechnum discolor (en).
Depuis au moins le début des années 1900 les mollusques du fond du lac ont été étudiées par Colenso (1811-1899) et d'autres biologistes.

## Installation hydroélectrique
L'usine hydroélectrique de Waikaremoana est le seul exemple d'une station hydro-électrique construite sur le site d'un barrage naturel.

### Modification du barrage naturel
La stabilité de la digue naturelle a été le sujet d'intenses recherches d’ingénierie tant au moment de sa construction qu'ultérieurement. La Construction du tunnel d'évacuation à travers la chute a commencé en 1935, nécessitant des efforts importants de consolidation des parois autour des structures principales et tout le long des travaux de construction du tunnel. Les travaux furent suspendus à la fin des années 1936 à cause de l'intervention de Bob Semple, le nouveau Ministre des travaux publics, qui voulut reconsidérer le projet de tunnel en prenant en compte le "risque, le coût et sa valeur". Un nouveau projet de tunnel fut imaginé en 1941 en se basant sur ce qui avait été appris du forage du canal explorateur et les travaux ne commencèrent réellement qu'en 1943 et continuèrent pendant 5 ans en raison de problèmes continuels d'infiltration de l'eau. Après que le tunnel a traversé l'ouvrage, des travaux de colmatage du barrage naturel ont été nécessaires, en y incrustant 40 000 m3 de rochers et de glaise en 6 couches, et en recouvrant celles-ci avec une couche plus large de rochers pour les protéger des actions des vagues. Ces traitements réduisirent les fuites spontanées de 80%..

### La station électrique
Bien que la rivière Waikaretaheke débite environ 17 m3/s) à partir de Waikaremoana, la dénivellation de l'eau à travers les 3 centrales de Kaitawa, Tuai, et Piripaua est d'environ 450 mètres, permettant aux stations de produire potentiellement  138 mégawatts au total. La chute de  250 m de l'eau au niveau de la station de Kaitawa est la plus importante pour un barrage de la Nouvelle-Zélande et parmi les plus importantes du monde.